# Jack Lambert (actor británico)
Jack Lambert (29 de diciembre de 1899 – 13 de marzo de 1976) fue un actor teatral, cinematográfico y televisivo de nacionalidad británica.

## Biografía
Nacido en Ardrossan, Escocia, Jack Lambert debutó como actor teatral en los años 1920, trabajando principalmente en Glasgow y Londres. También fue actor teatral en los Estados Unidos, formando parte en el circuito de Broadway, en Nueva York, del reparto de tres obras teatrales y una revista, actuando por vez primera en 1928 y por última en 1942.
Como intérprete cinematográfico, desde 1931 hasta 1972 intervino principalmente en películas británicas, aunque también formó parte de algunas producciones estadounidenses.
Como actor televisivo, participó en numerosas series entre 1951 y 1975, además de trabajar en unos pocos telefilmes.
Jack Lambert falleció en 1976 en el Municipio de Wandsworth, Londres, Inglaterra.    

## Teatro (selección)
- 1927 : Weir of Herminston, a partir de la novela de Robert Louis Stevenson, adaptada por A.W. Yuill
- 1928 : The Old Lady shows her Medals, de J. M. Barrie
- 1936-1937 : Retreat for Polly, de Amy Kennedy Gould
- 1937-1938 : The Innocent Party, de H.M. Harwood, con Basil Radford
- 1939 : Behold the Bride, de Jacques Deval, con Luise Rainer
- 1940 : Blind Alley, de James Warwick
- 1942 : Johnny 2 X 4, de Rowland Brown, con Isabel Jewell y Barry Sullivan
- 1942 : Count Me In, revista de Ann Ronell, Walter Kerr y Leo Brady, con Charles Butterworth, Jean Arthur, Robert Shaw y Gower Champion
- 1949-1950 : Murder at the Vicurage, a partir de la novela The Murder at the Vicurage, de Agatha Christie
- 1959-1960 : A Lodging for a Bride, de Patrick Kirwan, con Robert Shaw
- 1961-1962 : Doctor at Sea, de Ted Willis, a partir de una novela de Richard Gordon

## Selección de su filmografía

### Cine
- 1931 : A Honeymoon Adventure, de Maurice Elvey
- 1934 : Red Ensign, de Michael Powell
- 1935 : The Ghost Goes West, de René Clair
- 1939 : The Four Feathers, de Zoltan Korda
- 1939 : Goodbye Mr. Chips, de Sam Wood
- 1939 : The Spy in Black, de Michael Powell
- 1940 : The Spider, de Maurice Elvey
- 1944 : Nine Men, de Harry Watt
- 1946 : The Captive Heart, de Basil Dearden
- 1947 : Hue and Cry, de Charles Crichton
- 1949 : Eureka Stockade, de Harry Watt
- 1952 : The Great Game, de Maurice Elvey
- 1952 : Hunted, de Charles Crichton
- 1953 : The Master of Ballantrae, de William Keighley
- 1953 : The Candlelight Murder, de Ken Hughes
- 1954 : The Sea Shall Not Have Them, de Lewis Gilbert
- 1955 : The Dark Avenger, de Henry Levin
- 1955 : Out of the Clouds, de Basil Dearden
- 1955 : Cross Channel, de R. G. Springsteen
- 1955 : Storm over the Nile, de Zoltan Korda y Terence Young
- 1956 : Lost, de Guy Green
- 1956 : Reach for the Sky, de Lewis Gilbert
- 1956 : The Last Man to Hang?, de Terence Fisher
- 1957 : The Little Hut, de Mark Robson
- 1958 : The Son of Robin Hood, de George Sherman
- 1959 : The Bridal Path, de Frank Launder
- 1961 : Francis of Assisi, de Michael Curtiz
- 1964 : A Shot in the Dark, de Blake Edwards
- 1966 : Dracula: Prince of Darkness, de Terence Fisher
- 1967 : They Came from Beyond Space, de Freddie Francis
- 1971 : Kidnapped, de Delbert Mann

### Televisión (series)
- 1958 : Ivanhoe, temporada 1, episodio 1, Freeing the Serfs
- 1958 : The Adventures of Robin Hood, temporada 3, episodio 20, Too Many Robins, de Robert Day
- 1959 : Invisible Man, temporada 1, episodio 15, Death Cell
- 1960 : Interpol calling, temporada 2, episodio 6, In the Swim
- 1964 : El Santo, temporada 2, episodio 16, The Wonderful War
- 1965 : Los vengadores, temporada 4, episodio 5, Castle De'ath, de James Hill